# 李侃 (正統進士)
李侃（1407年—1485年），字希正，號歸菴，順天府東安縣人，明朝政治人物，正統壬戌進士，官至山西巡撫。

## 生平
正統三年（1438年）戊午科順天鄉試舉人，七年（1442年）壬戌科進士。授戶科給事中。
明景帝監國期間，李侃陳「簡將才、募民壯、用戰車」三事。瓦剌也先逼京師，有議者欲焚城外糧草，李侃以敌軍無持久戰心而反對，得准。明英宗從瓦剌手中歸還時，李侃請求厚禮迎接，忤景帝旨，經由禮部尚書胡濙勸解方得無事。升戶科都給事中。戶部尚書金濂違詔徵租，為李侃彈劾；之後亦彈劾石亨從子石彪侵民業。當時給事中敢言者中，林聰稱首，李侃亦因矯抗有名聲。隨後升詹事府丞。
天順元年（1461年），任太常寺丞，改任太僕寺丞，升太僕寺卿。二年（1462年），以右僉都御史巡撫山西。期間奏罷布政使王允、李正芳以下一百六十人，詔不許。同年冬母喪歸鄉，軍民擁泣，以致其不得行走。服除後，不再出仕，家居十餘年。成化二十一年（1457年）九月卒，年七十九歲。

## 家族
曾祖李士瞻，元翰林學士；祖父李延興，元翰林檢討。父李東，明行人司副。兄李伸，國子監丞。
二子，李德恢，官至浙江布政使司右參政；李德仁，官至河東鹽運使。